# ماسبدان
ماسَبَدان یا ماسَبَذان یکی از ولایت‌های پهله (جبال یا عراق عجم) به مرکزیت شهر تاریخی سیروان بوده است. ماسَبَدان مطابق بخش عمده‌ای از استان ایلام بوده است. ولایت پشتکوه نیز تقریباً مطابق این ولایت بوده است. ماسبذان در عصر اشکانیان جزئی از قلمرو الیمائی بود. قزوینی در آثار البلاد و اخبار العباد در خصوص شهر ماسبذان می‌نویسد: ماسبذان شهری ست در نزدیکی سیروان کنونی که چشمه‌های آب گرم در آن فراوان است. هرکس آن را بنوشد، هر خلطی در بدن او باشد دفع می‌شود.

## در زمان صدر اسلام
ابن کثیر در البدایة والنهایة چنین می‌نویسد: هنگامی که هاشم بن عتبه از جلولاء به مدائن بازگشت، به سعد خبر دادند که آذین بن الهرمزان به گروهی از پارسیان حمل کرده است، پس در این باره به عمر نامه نوشت که لشکری بفرستد و او هم به دیرار بن خطاب دستور داد که بر آنها وارد شود، پس دیرار با لشکری از مدائن بیرون آمد و رهبری آن را ابن الهذیل الأسدی بر عهده داشت. ابن الهذیل پیشروی کرد. پس ابن هذیل گروه ایرانیان را شکست و آذین بن الهرمزان را اسیر کرد و یارانش از او گریختند. دستور داد گردن آذین را در مقابل او قطع کردند و تا آخر به دنبال مردم شکست خورده رفت و به شهر ماسبدان - شهری بزرگ - رفت و آن شهر را به زور گرفت و اهل آن شهر از بالای کوه‌ها و فرار کردند.

## مردم
در کتاب الفصول الفخریه آمده است:《اکراد (کردها) قبایل بسیارند و در کوه‌های ماسبذان و حوالی آنجا می‌باشند. 》همچنین در ادامه، کردهای ماسبذان را از کردهای خالص دانسته است.
در لغتنامه دهخدا نوشته‌شده است که پس از اسلام «قیس بن سلمه الاشجعی» به جنگ کردان ماسبذان و سیمره رفته است.